# Boris Borgula
Boris Borgula (* 29. ledna 1977, Bratislava, Československo) je tenisový trenér a bývalý slovenský profesionální tenista, člen daviscupového týmu Slovenska. Jeho současným svěřencem je Jozef Kovalík.

## Sportovní kariéra
- člen tenisového klubu AŠK Inter Bratislava.
- člen vítězného družstva Mistrovství Československé republiky týmů do 18 let.
- vícenásobný mistr Slovenska ve dvouhře, čtyřhře a soutěži družstev
- vítěz juniorského turnaje Japan Open ve dvouhře.
- nejvyšší umístění na juniorském žebříčku ITF - 13. místo (dvouhra)
- mistr Evropy do 18 let ve čtyřhře spolu s Dominikem Hrbatým.
- v roce 1996 zahájil profesionální kariéru na okruhu ATP.
- vícenásobný vítěz turnajů ATP - Satellits a Futures.
- člen Daviscupového družstva Slovenska.
- vítěz turnaje Libanon Open ve dvouhře.

Od roku 2004, kdy ukončil aktivní kariéru, působí jako tenisový trenér.